# Cesare Gnudi
Cesare Gnudi (Ozzano dell'Emilia, 9 luglio 1910 – Bologna, 19 gennaio 1981) è stato uno storico dell'arte e funzionario italiano, direttore della Pinacoteca Nazionale di Bologna e sovrintendente.

## Biografia
Nasce ad Ozzano dell'Emilia, nei pressi di Bologna, il 9 luglio 1910, da Rinaldo, farmacista, e da Rosa Rimondini. La laurea a Bologna in Storia dell’arte con Igino Benvenuto Supino nel 1932 fu per Gnudi l'occasione per avvicinarsi al metodo storico, proprio del maestro, che mai abbandonerà e che arricchirà a Roma con la frequentazione della Scuola di perfezionamento in Storia dell’arte.

Andrea Emiliani, Denis Mahon, Cesare Gnudi ed Eugenio Riccòmini

Fondata da Adolfo Venturi per una solida formazione di coloro ai quali sarebbe stata affidata la tutela del patrimonio artistico nazionale e l'insegnamento accademico, nel tempo di Gnudi la guidava Pietro Toesca. Storicismo ed idealismo di matrice crociana sono affiancati ben presto in lui da una forte aspirazione democratica, da un sincero sentimento di libertà politica e antifascista.
Lo rafforzano l'amicizia di Carlo Ludovico Ragghianti e l'adesione al movimento di “Giustizia e Libertà”. Entrato nell'organizzazione amministrativa delle Belle arti, fortificata dalla legge Sulla conservazione dei monumenti e degli oggetti di antichità e d'arte, firmata nel giugno 1902 e perfezionata nel contesto del terzo governo Giolitti con la legge “Rosadi”, ripresa in gran parte da Giuseppe Bottai nel 1939, Gnudi si muove fra la Pinacoteca Nazionale di Bologna, il Museo nazionale di Ravenna e una breve reggenza alla Galleria Estense di Modena.
Nel 1939, in settembre, riceve la nomina di ispettore della Soprintendenza di Bologna, importante organismo periferico di tutela e ambito che lo vedrà primo responsabile dal 1950 al 1974, anno del suo anticipato pensionamento. L'impegno istituzionale non limitò mai quello politico. Nell'approssimarsi della seconda guerra mondiale continui furono i rapporti con altri militanti di “Giustizia e Libertà”, in particolare stretto fu il dialogo con Ugo La Malfa, con Guido Calogero maestro di vita civile, con Ferruccio Parri.
Attivo antifascista, con il nome di battaglia Maurizio, Parri sarà un capo partigiano durante la guerra di liberazione e la sua frequentazione sarà di grande stimolo per Gnudi.

Cesare Gnudi e Francesco Arcangeli

Chiamato alle armi nel 1942, Gnudi non interruppe l'azione di tutela delle opere d'arte, coadiuvato soprattutto da Francesco Arcangeli, e non si fermò la sua opposizione politica. Incarcerato in San Giovanni in Monte con Arcangeli e Giorgio Morandi, solo la crisi dell'8 settembre agevolò la sua liberazione e la clandestinità in Toscana nei luoghi della Resistenza.
Rientrò a Bologna liberata dagli alleati, il 21 aprile 1945, e riprese in Pinacoteca il lavoro di ricerca e tutela del patrimonio della città e della Romagna. Aveva organizzato già nel 1938 a Forlì la mostra su Melozzo da Forlì e il Quattrocento Romagnolo assieme a Luisa Becherucci.
Conseguita la libera docenza universitaria, l'anno accademico 1949-1950 lo vide attivo quale docente di Storia dell'arte presso la bolognese Facoltà di Lettere. Fu un intermezzo breve che non ebbe seguito, nonostante le pressanti sollecitazioni a proseguire l'attività didattica dell'amico Ragghianti.
Il ruolo di guida della Soprintendenza di Bologna rafforzerà, tra il 1950 e il ventennio successivo, la sua attivissima vita di accorto amministratore del bene pubblico, l'azione di guida con l'architetto Leone Pancaldi del rinnovamento della sede della Pinacoteca nel già collegio gesuitico di Sant'Ignazio, il programma di esposizioni precedute da importanti azioni di restauro e da accurate campagne fotografiche.
Lo ha sempre accompagnato la capacità di dialogo con i responsabili dei maggiori musei europei e ciò lo favorì nell'ottenere prestiti di opere significative. I cataloghi conseguenti, con interventi critici anche internazionali e novità interpretative, sono tuttora oggetto di studio e di confronto intellettuale. Alla mostra pioniera delle Biennali d'Arte Antica, promossa dell'Ente Bolognese Manifestazioni artistiche e dedicata a Guido Reni nel 1954, subito ricordata da Ragghianti in «SeleArte», seguì due anni dopo l'esposizione collettiva dei Carracci e nel 1959 la rassegna sempre nel palazzo dell’Archiginnasio sui Pittori del Seicento emiliano, affidata alla cura di Francesco Arcangeli, Giulio Cesare Cavalli, Maurizio Calvesi, Andrea Emiliani  e Carlo Volpe.

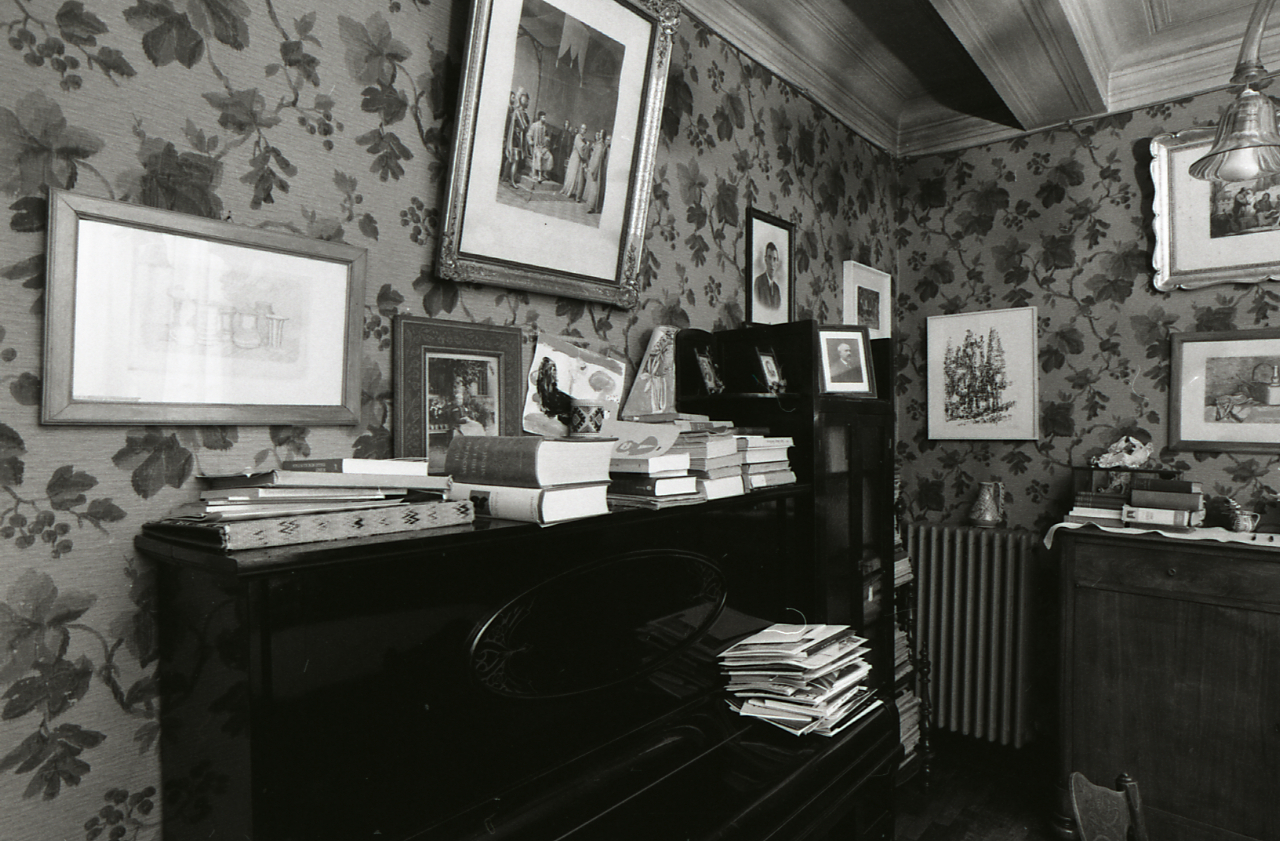
Casa di Cesare Gnudi a Bologna; foto di Paolo Monti

Il recupero critico della componente classica e del suo ruolo nell'arte moderna portò nel 1963 all’Ideale classico nel Seicento e la Pittura di paesaggio. A questo punto, nell'ambito del riconoscimento della tradizione della scuola artistica bolognese, era necessario portare le indagini del classicismo all'interno della maniera di Guercino e questa ricerca sfociò nel 1968 nella monografica sul pittore affidata a Denis Mahon, ulteriore mostra della serie delle Biennali, organizzate negli spazi prima della restaurata Biblioteca Comunale dell'Archiginnasio nell'immediato dopoguerra, poi del Museo civico archeologico.
Le sue scelte espositive saranno confermate nei decenni successivi da Andrea Emiliani, a Gnudi subentrato nel ruolo di direttore della Pinacoteca e sovrintendente. Gli ambienti della Pinacoteca erano in ristrutturazione. Non meno determinante per la conoscenza della continuità della cultura artistica emiliana nello svolgersi dei secoli è stata l'iniziativa affidata da Gnudi a Francesco Arcangeli nel 1970: Natura ed Espressione nell'arte bolognese ed emiliana, significativo itinerario fra memorie dell'antico, regola e libertà espressiva, da Wiligelmo a Morandi.
Nello stesso anno, la collaborazione della Soprintendenza con l'urbanista Pier Luigi Cervellati portava all'elaborazione del Piano per il Centro Storico di Bologna. Le perlustrazioni sul territorio nutrono la sua geografia artistica, la consapevolezza di un paesaggio ricco di storia e denso di sedimentazioni anche civili, oltre che culturali.
A Gnudi si devono importanti interventi di restauro in Romagna, a Ferrara, nella stessa Bologna, interventi che hanno reso protagonisti e riammessi nel dibattito critico i pittori riminesi, Vitale degli Equi, gli interpreti di Schifanoia, e delle storie di Cecilia e Valeriano, Nicolò dell'Abate, Pellegrino Tibaldi, i Carracci in palazzo Fava e in palazzo Magnani, gli amati scultori in marmo e in terracotta, da Niccolò dell'Arca a  Guido Mazzoni a Jacopo della Quercia.
Gnudi aveva saputo coniugare cultura e impegno ben oltre i confini bolognesi: fece parte del Consiglio Superiore delle Belle Arti (1962), divenne membro dell'UNESCO (1969), del Comité International d’Histoire de l’Art, dell'International Council on Monuments and Sites, fu accademico dei Lincei.
Ritiratosi infine dal lavoro amministrativo, approfondì le sue appassionanti ricerche sulla scultura medievale di Francia e d'Italia, favorite dall'iniziale dialogo con il suo maestro, Igino Benvenuto Supino, dalla frequentazione della sua biblioteca ricca di testi francesi, e aiutate dalla collaborazione con uno dei suoi più attivi collaboratori, Otorino Nonfarmale, il restauratore del Portale Reale della cattedrale di Chartres. Il Coro di Notre Dame uscì nel 1975 e poco prima della morte Cesare Gnudi pubblicò Le Sculture di Notre Dame riscoperte, dedicate a Louis Grodecki.
È sepolto nel Chiostro delle Madonne della Certosa di Bologna.

## Opere principali
- 1938, Mostra di Melozzo e del Quattrocento romagnolo: onoranze a Melozzo nel V Centenario della Nascita, catalogo mostra a cura di CG e Luisa Becherucci, Forlì;
- 1942, Niccolò dell'Arca, Torino;
- 1948, Nicola, Arnolfo, Lapo: l'Arca di S. Domenico in Bologna, Firenze;
- 1948, Mostra celebrativa di Giuseppe Maria Crespi, catalogo mostra a cura di CG e Francesco Arcangeli, Bologna;
- 1953, La Madonna di Jacopo della Quercia in San Petronio a Bologna, in Studi storici in memoria di Luigi Simeoni, Bologna;
- 1955, Guido Reni, Milano;
- 1958, Giotto, Milano;
- 1962, Mario Negri, sculture dal 1955 al '60, Bologna;
- 1962, Vitale da Bologna, Milano;
- 1970, Ciangottini: le fantasie di paese 1960-1970, Bologna;
- 1981, Jacopo della Quercia e la facciata di San Petronio a Bologna:contributi allo studio della decorazione e notizie sul restauro, Bologna;
- 1981, L'ideale classico: saggi sulla tradizione classica nella pittura del Cinquecento e del Seicento, Bologna.

## Scritti pubblicati dopo il 1981
- 1982, Arte gotica in Francia e in Italia, Torino.